# Kinnefad Castle
Kinnefad Castle (irisch Caisleán Chionn Átha Fada, dt.: „Burg am Kopf der langen Furt“) ist die Ruine einer Niederungsburg am Stadtrand von Edenderry im irischen County Offaly. Die Berminghams ließen die Festung im 14. Jahrhundert errichten. Heute fehlt die Ostmauer des Gebäudes, sodass man in deren Inneres schauen kann, wo einige Steinplatten einer Wendeltreppe zu sehen sind.

## Beschreibung
Der Arzt und Autor William Wilde beschrieb das Gebäude wie folgt:

„Ein großer Gebäudeblock mit quadratischem Grundriss mit den Außenmaßen 47 Fuß x 39 Fuß [14,1 Meter x 11,7 Meter], dessen Außenmauern ziemlich perfekt sind. Wegen seiner wenigen und schmalen Fenster, ebenso wie wegen seiner Gesamtkonstruktion scheint er aus einer früheren Zeit als die modernen Teile der Burg von Carbury zu stammen; damals beeinflusste die Stärke die Baumeister mehr als die Achtung auf Komfort. Kinnefad Castle steht an einer Untiefe des Flusses, wobei man sich erzählt, dass dies oft ein Ort wilder Konflikte war. Lord Downshires Agent in Edenderry hat viele, sehr alte Waffen in seinem Besitz, die man in der Nähe dieses Ortes ausgegraben hat, Steinwerkzeuge, Schwertklingen, Speerspitzen usw.“